# Tiger Telematics
Tiger Telematics var ett företag som tillverkade en bärbar spelkonsol med namnet Gizmondo.
Gizmondo hade utvecklingskontor i Texas och Helsingborg. I ledningen satt Stefan "Tjock-Steffe" Eriksson (ej VD).